# Leonhard Seppala

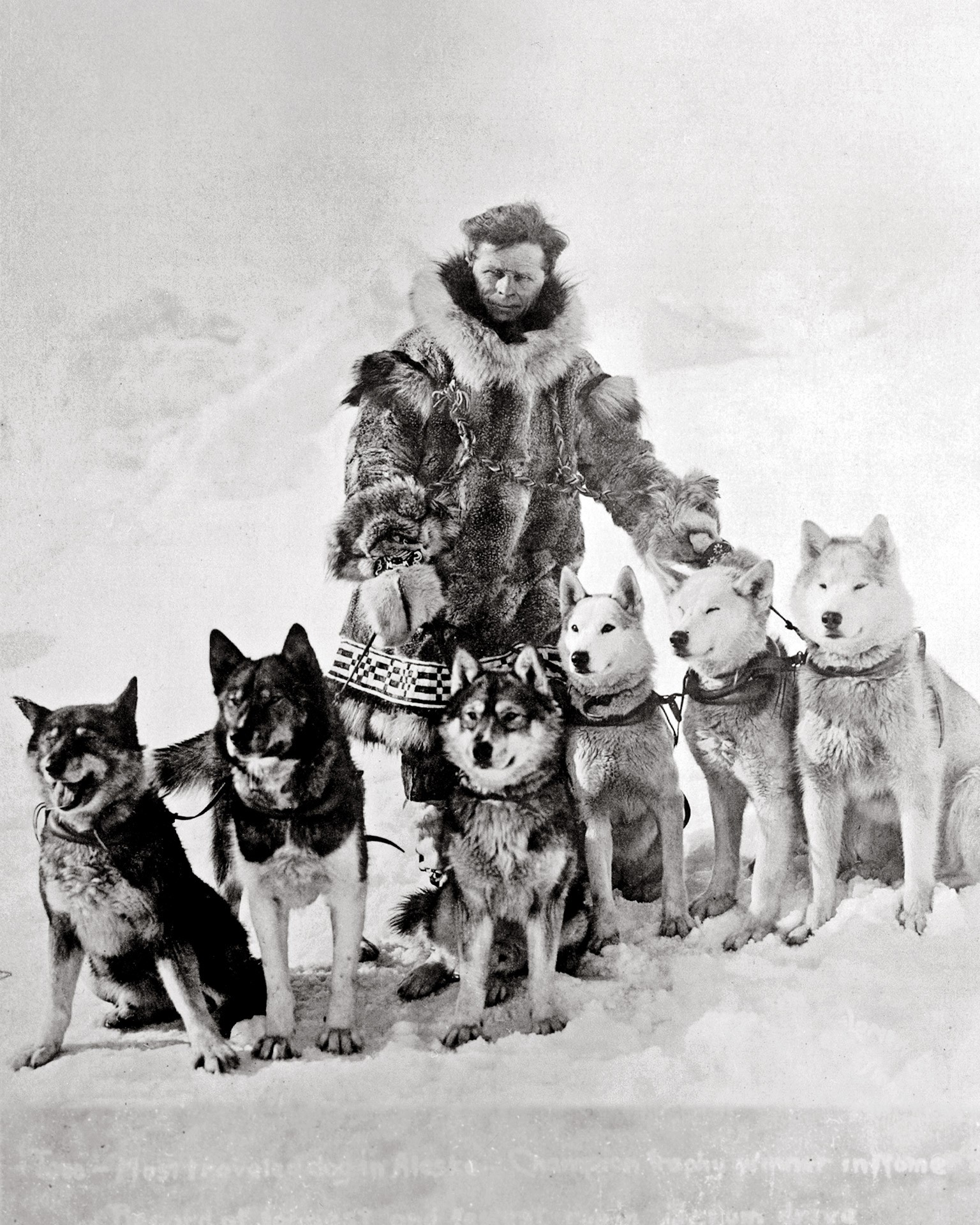
Leonhard Seppala (um 1924/1925)

Leonhard Seppala, geboren als Leonhard Seppälä (* 14. September 1877 in Skibotn, Norwegen; † 28. Januar 1967 in Seattle) war ein norwegisch-amerikanischer Musher, der 1910 in Alaska die Zucht des Siberian Husky mit Hunden begründete, die von William Goosak 1908 aus Sibirien importiert worden waren.

## Leben
Leonhard Seppala wurde in Skibotn in der Gemeinde Storfjord, Troms, Norwegen, geboren. Er war der erstgeborene Sohn des in Pajala geborenen Schmiedes Isak Isaksson Seppälä und Anne Henriksdatter und war kvenischer Abstammung. Sein väterlicher Nachname Seppälä ist finnischen Ursprungs und stammt vom finnischen Wort für Schmied ab. Zwei Jahre nach Seppalas Geburt zog die Familie nach Skjervøy, wo sein Vater als Fischer und Schmied arbeitete. 1897 zog er nach Kristiania, wo er eine Lehre zum Schmied machte. Nach Abschluss seiner Ausbildung kehrte er nach Skjervøy zurück. Hier traf er den ausgewanderten Norweger Jafet Lindeberg (1874–1962), der es in Alaska zu Reichtum gebracht hatte, und nun als Werber seine alte Heimat besuchte. 1900 wanderte Seppala nach Nome in Alaska aus und arbeitete für Lindebergs Pioneer Mining Company als Goldsucher.
Seppala verfolgte das Ziel der Reinzucht des Siberian Husky nach 1930 in den USA und Kanada. Die Anerkennung der Hunderasse durch den American Kennel Club (AKC) erfolgte in den 1930er-Jahren.
Seppala war mit seinem Leithund Togo Teil der Hundeschlittenstafette, die 1925 während einer Diphtherieepidemie in Nome Antitoxin in den Nordwesten Alaskas gebracht hat. Obwohl Seppala dabei den gefährlichsten Abschnitt und die mit Abstand längste Strecke zurückgelegt hatte, wurden vorwiegend Gunnar Kaasen (1882–1960) und sein Leithund Balto zu Helden gemacht, was Seppala als „unerträglich“ bezeichnete.
Bei den Olympischen Spielen von 1932 in Lake Placid trat er für die Vereinigten Staaten mit einem Gespann im Schlittenhunderennen an und belegte in dem Demonstrationsbewerb den zweiten Rang hinter Emile St. Goddard.